# گورکی (شهرستان گاروولین)
گورکی (به لاتین: Górki) یک روستا در لهستان است که در گمینا گاروولین واقع شده‌است. گورکی ۳۷۰ نفر جمعیت دارد.